# Mink van Rijsdijk
Mink van Rijsdijk (pseudoniem van Miep Wielenga-Quelle; Wijk en Aalburg, 4 juni 1922 – 23 februari 2000) was een Nederlands schrijfster.
Van Rijsdijk heeft zo'n 35 boeken op haar naam staan en schreef wekelijks een column; eerst voor De Rotterdammer en tussen 1975 en 1991 voor Trouw, waarin De Rotterdammer toen opging. Van Rijsdijk schreef over het alledaagse leven, met extra belangstelling voor vrouwen die, net zoals zijzelf, hun eigen weg zochten. Zij schreef daarnaast boeken over rouwverwerking, opvoeding, fobieën en de dood van haar dementerende moeder.

## Verzetsstrijd 1940 - 1945
Miep Wielenga-Quelle woonde in de oorlog in Soest en was actief in de verzetsgroep 'Rolls Royce'. Ze werkte daarin samen met onder andere ene Edith, (Miep Oranje), die zich later zou ontpoppen als een van de grootste verraders van verzetsmensen. 
Wielenga-Quelle's broer Arend was een van de velen die dit verraad met de dood bekochten.